# Connarus sclerocarpus
Connarus sclerocarpus là một loài thực vật có hoa trong họ Connaraceae. Loài này được (Wight & Arn.) Schellenb. mô tả khoa học đầu tiên năm 1925.